# Cassagnes, Pyrénées-Orientales
Cassagnes (în catalană Cassanyes) este o comună în departamentul Pyrénées-Orientales din sudul Franței. În 2009 avea o populație de 257 de locuitori.

## Evoluția populației
| An        | 1975 | 1982 | 1990 | 1999 | 2006 | 2009 |
| --------- | ---- | ---- | ---- | ---- | ---- | ---- |
| Populație | 203  | 188  | 179  | 199  | 228  | 257  |